# آزینکورت
ازینکورت (به فرانسوی: Azincourt) یک کمون در فرانسه است که در پا-دو-کاله واقع شده‌است.

## خصوصیات
ازینکورت ۸٫۴۶ کیلومترمربع مساحت و ۳۰۲ نفر جمعیت دارد.